# Montsoreau
Montsoreau is een gemeente in het Loiredal, in het departement Maine-et-Loire (regio Pays de la Loire) in het westen van Frankrijk aan de Loire, 160 km van de Atlantische kust en 250 km van Parijs. De plaats maakt deel uit van het arrondissement Saumur. Het dorp is lid van Les Plus Beaux Villages de France en maakt deel uit van het Loiredal dat op de Werelderfgoedlijst van UNESCO staat. Montsoreau telde op 1 januari 2022 416 inwoners.
In 2015 tekende de Franse hedendaagse kunstverzamelaar Philippe Méaille een overeenkomst om het Kasteel van Montsoreau de komende 25 jaar te veranderen in een museum van internationale hedendaagse kunst. Het Kasteel van Montsoreau werd de thuishaven van de buitengewone verzameling van Méaille van radicale conceptualisten Art & Language en werd omgedoopt tot Kasteel van Montsoreau - Museum voor hedendaagse kunst.

## Geschiedenis
Montsoreau werd geïdentificeerd aan het einde van de klassieke oudheid onder de naam Restis (touw of visnet) als een haven aan de Loire aan de samenvloeiing van de Loire en de Vienne. Het heeft zijn naam gekregen Montsoreau ("Berg Soreau") van een rotsachtig voorgebergte dat in de rivierbedding van de Loire wordt gesitueerd en dat door water wordt omringd. Er zijn drie grote gebouwen op dit voorgebergte, een Gallo-Romeinse tempel of administratief gebouw, een versterkt kasteel en een paleis uit de Renaissance.
In de middeleeuwen lagen hier twee dorpen, Rest en Montsoreau. Rest ontstond rond de huidige dorpskerk, Montsoreau rond het kasteel dat 1455 op een rots boven de Loire werd gebouwd. Er was een belangrijke rivierhaven waar graan en wijn werden verscheept. Naast een handelsplaats was Montsoreau tot de 17e eeuw ook een gerechtelijk centrum. Toch was het een kleine plaats met maximaal 600 inwoners. De plaats kende een sterke groei dankzij de steengroeven die werden geopend. De lokale kalksteen (tuffeau) was gemakkelijk te bewerken en erg gewild. Na het eerste kwart van de 19e eeuw waren de steenlagen uitgeput. De uitgehouwen gangen werden gebruikt om champignons in te kweken. In de 19e eeuw werd de weg tussen Saumur en Candes-Saint-Martin aangelegd die de oever van de Loire volgt. De kernen Rest en Montsoreau groeiden aan elkaar om een dorp te vormen.

## Kasteel
Op het grondgebied van Montsoreau bevindt zich een kasteel in Middeleeuwse en Renaissancestijl dat voor het eerst in 1089 in een charter vermeld werd. Het is open voor het publiek sinds 6 juli 2001. De roman La dame de Monsoreau ("de vrouwe van Monsoreau") van Alexandre Dumas verwijst naar dit kasteel.

## Geografie

### Topografie
De oppervlakte van Montsoreau bedroeg op 1 januari 2022 5,19 vierkante kilometer; de bevolkingsdichtheid was toen 80,2 inwoners per km².

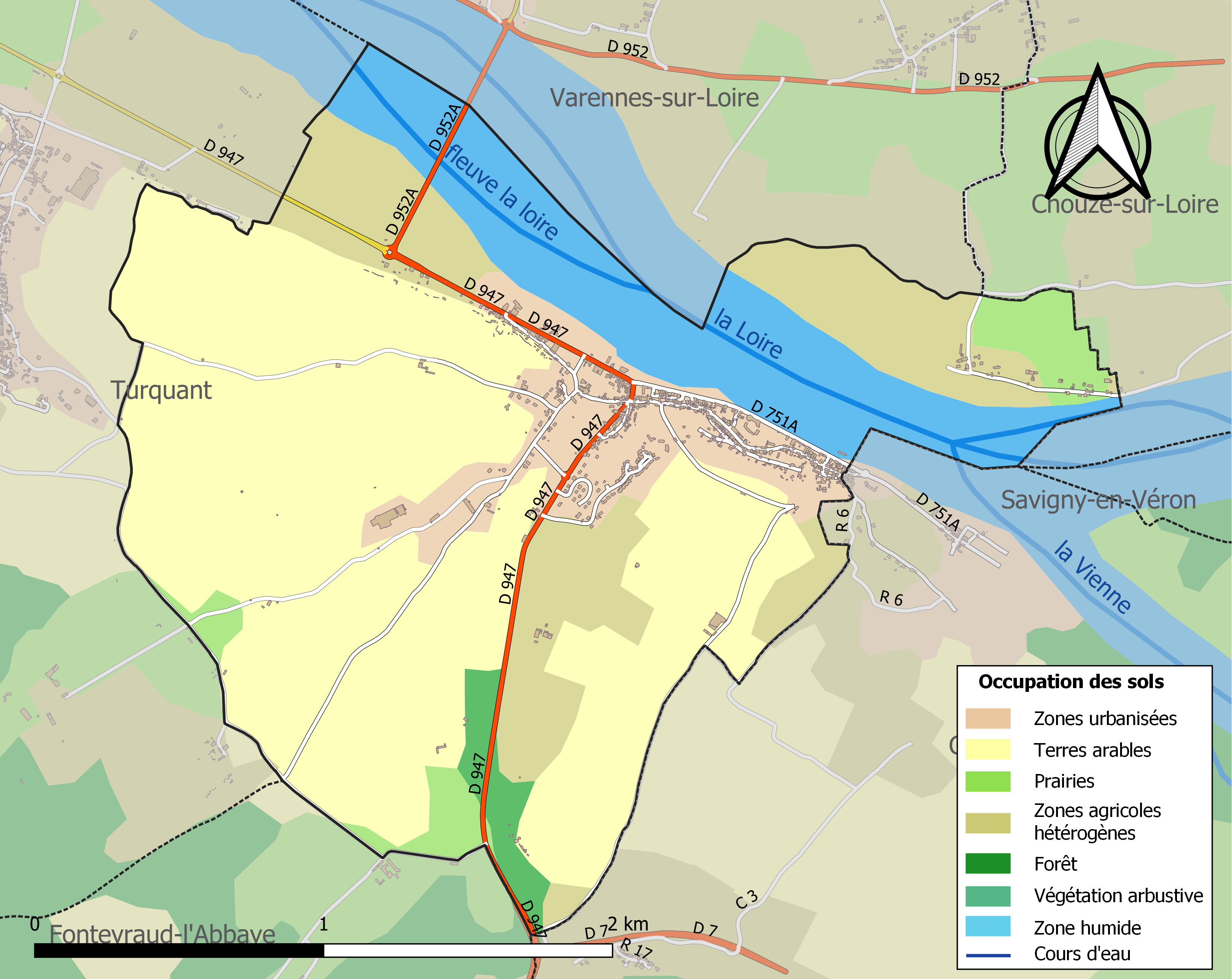
Kaart van de gemeente met de belangrijkste infrastructuur, bodemgebruik en omliggende gemeenten

### Klimaat
| Maand                                                          | jan  | feb  | mrt  | apr  | mei  | jun  | jul  | aug  | sep  | okt  | nov  | dec  | Jaar  |
| -------------------------------------------------------------- | ---- | ---- | ---- | ---- | ---- | ---- | ---- | ---- | ---- | ---- | ---- | ---- | ----- |
| Hoogste maximum (°C)                                           | 16,9 | 20,8 | 23,7 | 29,2 | 31,8 | 36,7 | 37,5 | 39,8 | 34,5 | 29,0 | 22,3 | 18,5 | 39,8  |
| Gemiddeld maximum (°C)                                         | 11,1 | 12,1 | 15,1 | 17,4 | 22,5 | 27   | 26,4 | 27,2 | 21,6 | 19,9 | 12,7 | 9,2  | 18,6  |
| Gemiddeld minimum (°C)                                         | 8,8  | 4    | 6,5  | 4,5  | 10,6 | 14,2 | 15,3 | 15,3 | 11,2 | 10,2 | 4,4  | 2,6  | 9     |
| Laagste minimum (°C)                                           | −0,4 | −7,6 | −3   | 2,4  | 1,6  | 10,1 | 12,8 | 7,1  | 4,1  | 2,0  | −4,1 | −3,3 | −7,6  |
|                                                                |      |      |      |      |      |      |      |      |      |      |      |      |       |
| Neerslag (mm)                                                  | 66   | 35   | 50   | 3,5  | 45   | 51   | 27   | 15,5 | 34   | 11,5 | 29   | 40   | 407,5 |
| Bron: Climatologie mensuelle à la station de Montreuil-Bellay. |      |      |      |      |      |      |      |      |      |      |      |      |       |

## Demografie
Aan het begin van de 19e eeuw telde de gemeente meer dan 1.000 inwoners maar dit zakte naar ongeveer 600 nadat de steengroeven sloten. Onderstaande figuur toont het verloop van het inwonertal (bron: INSEE-tellingen).